# Calenische Keramik

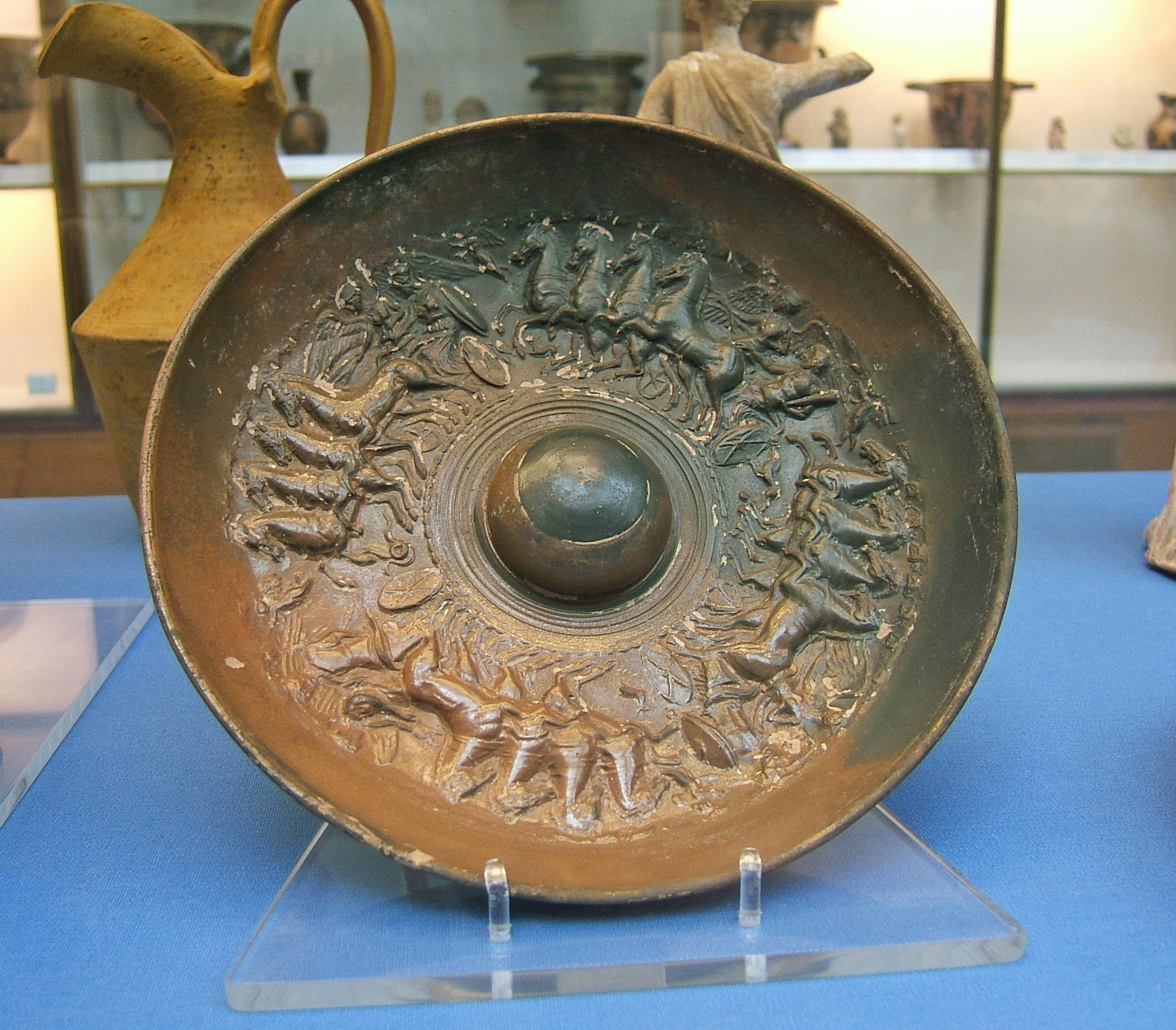
Calenische Omphalosschale, British Museum, London

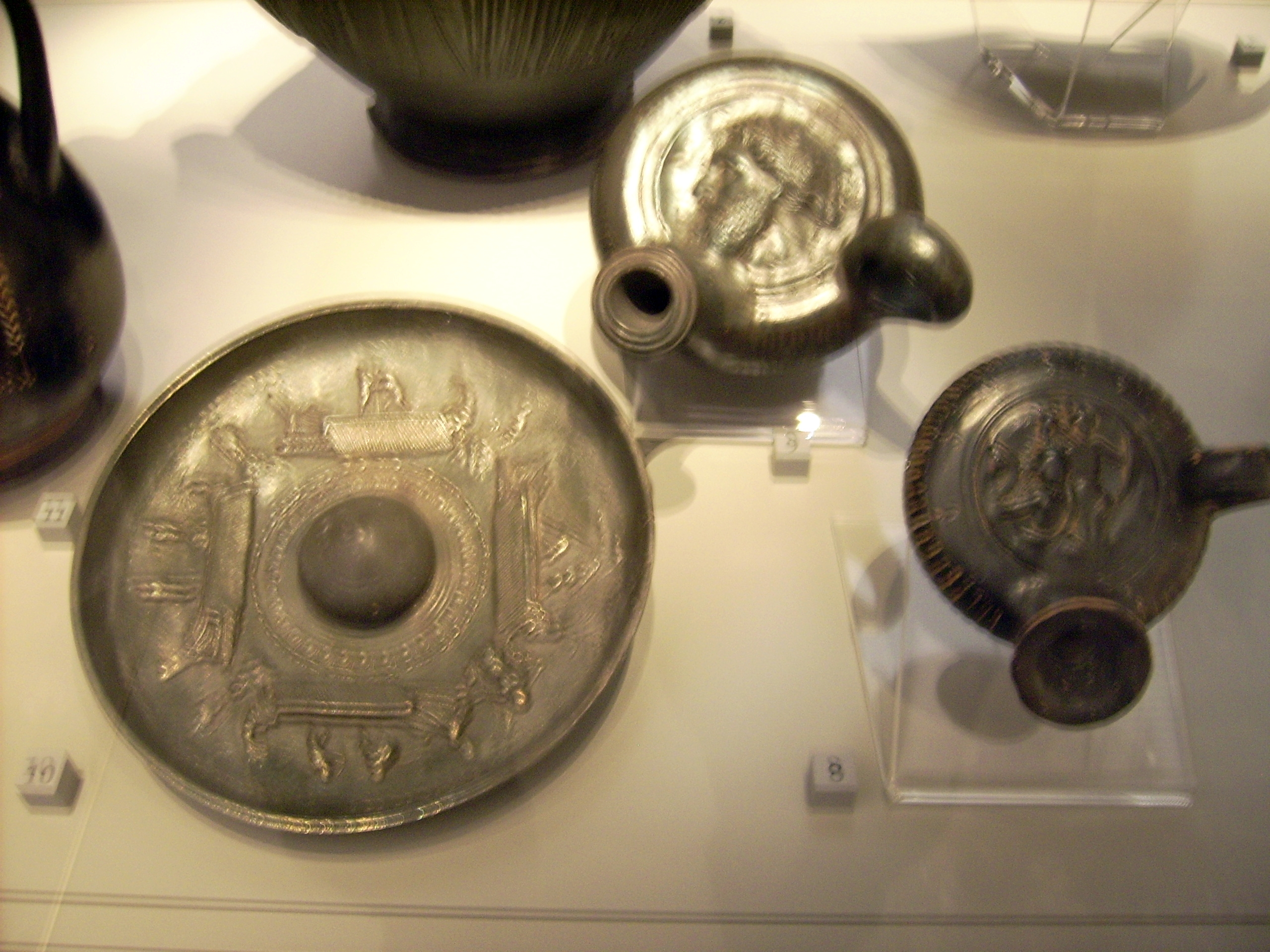
Calenische Keramik, Omphalosschale und zwei Gutti, Antikensammlung Berlin

Als Calenische Keramik, auch Calener Keramik und Calener Vasen, wird eine Gattung der unteritalischen Keramik bezeichnet. Es handelt sich hierbei um eine reliefierte Schwarzfirnis-Keramik. Sie wurde besonders von der Mitte des 4. Jahrhunderts bis ins 2. Jahrhundert v. Chr. produziert.
Die Calenische Keramik erhielt ihren Namen nach Funden in der antiken Stadt Cales bei Capua, die heute Calvi Risorta heißt. Produziert wurde sie allerdings auch in anderen Regionen, etwa Paestum, Sizilien und Tarent. Ihre typische schwarze Färbung bekamen die Vasen durch einen Überzug aus schwarzem Glanzton. Das Formenrepertoire der Vasen war sehr beschränkt. Hergestellt wurden kleine Salbgefäße (Askoi und Gutti), Schalen mit einem medaillenförmigen mittelhohen Reliefschmuck sowie Phialen (Omphalosschalen). Letztere sind als „Arethusa-Schalen“ bezeichnet. Auch die Salbgefäße können mit Medaillons verziert sein. Geformt wurden die Gefäße mit Hilfe von Formschalen. Anhand dieser und dank Werkstattsignaturen können mehrere Werkstätten rekonstruiert werden. Dazu gehören einerseits die Produktionsstätte des Calenos in Cales, andererseits diejenigen von Gabinius und Atilius in Kampanien. Die Reliefs zeigten größtenteils Begebenheiten aus der griechischen Mythologie. Dabei wird auf Themen zurückgegriffen, die schon in den Generationen zuvor und vor allem in der bemalten Keramik genutzt wurden. Auf einigen Medaillons werden Elefanten oder Gallier gezeigt, sie beziehen sich auf zeitgenössische Ereignisse.